# لي أوك سونغ
لي أوك سونغ (مواليد 7 فبراير 1981) هو ملاكم كوري جنوبي، مثّل بلاده في الألعاب الأولمبية الصيفية 2008.

## روابط خارجية
لي أوك سونغ على موقع أوليمبيديا (الإنجليزية)